# Snehøne
Snehøne (Lerwa lerwa) er en fasanfugl, der lever i Himalaya og det centrale Kina.